# Skarpiowate
Skarpiowate, turbotowate (Bothidae) – rodzina morskich ryb flądrokształtnych. Niektóre gatunki z tej rodziny mają znaczenie gospodarcze.

## Zasięg występowania
Wody oceaniczne strefy tropikalnej i umiarkowanej. W wodach Polski występuje nagład i turbot (skarp).

## Cechy charakterystyczne
- u większości gatunków oczy położone po lewej stronie ciała
- w płetwach brak promieni twardych
- płetwa grzbietowa zachodzi w okolice górnego oka
- płetwa grzbietowa i odbytowa nie są połączone z ogonową
- ziarenka ikry zawierają kroplę tłuszczu umożliwiającą utrzymywanie się jaja w toni wodnej

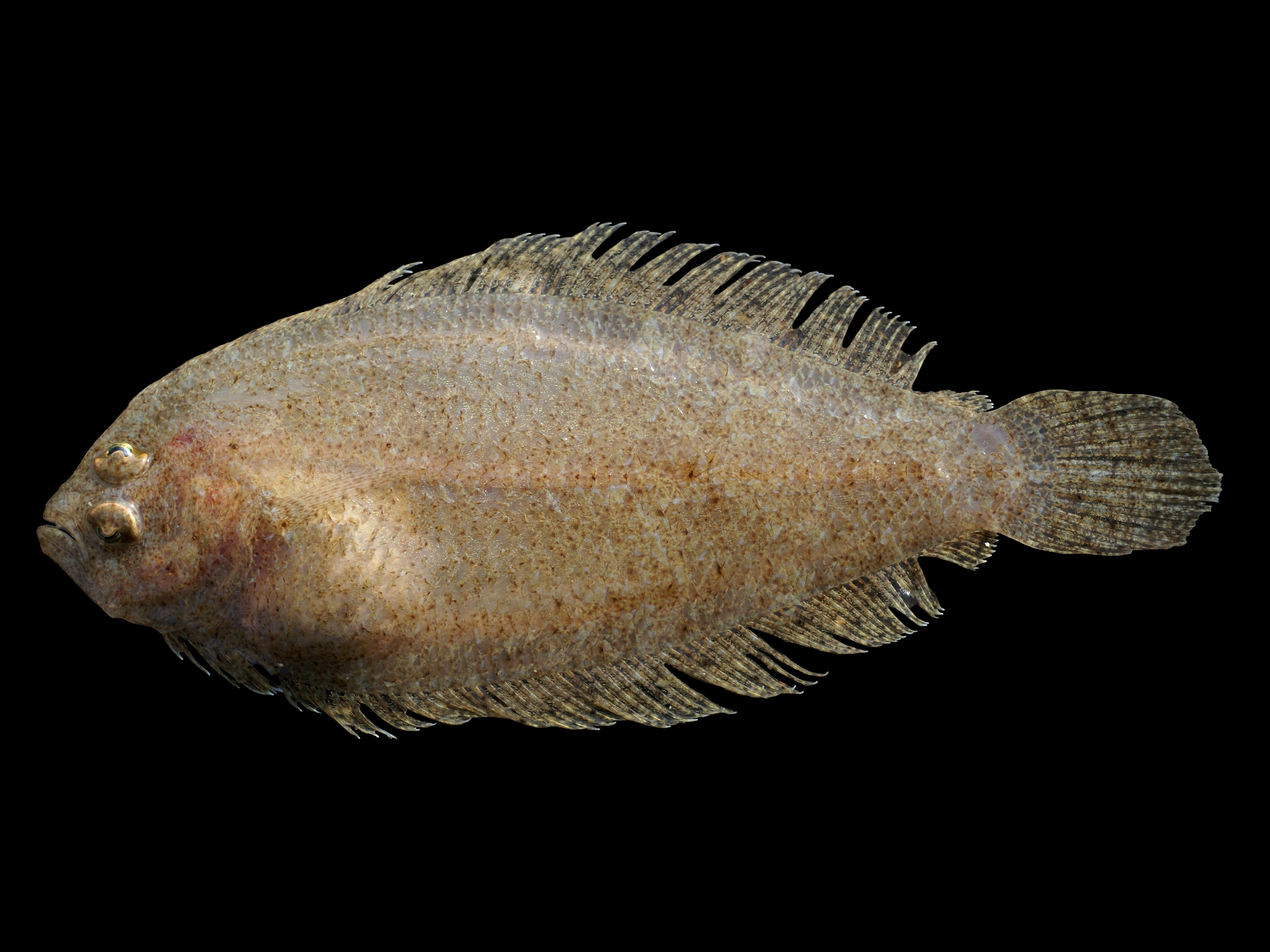
Arnoglosa laterna (Arnoglossus laterna)

- żywią się bezkręgowcami i rybami

## Klasyfikacja
Rodzaje zaliczane do tej rodziny:
Arnoglossus - Asterorhombus — Bothus — Chascanopsetta — Crossorhombus — Engyophrys — Engyprosopon  — Grammatobothus — Japonolaeops — Kamoharaia  — Laeops — Lophonectes — Monolene — Neolaeops — Parabothus — Perissias —
Psettina — Taeniopsetta — Tosarhombus — Trichopsetta